# Sanã-cinza
A sanã-cinza (Laterallus spilopterus) é uma espécie de ave da família Rallidae.
Pode ser encontrada nos seguintes países: Argentina, Brasil e Uruguai.
Os seus habitats naturais são: campos de gramíneas subtropicais ou tropicais secos de baixa altitude, campos de gramíneas de baixa altitude subtropicais ou tropicais sazonalmente húmidos ou inundados, lagos de água doce, marismas de água doce e lagoas costeiras de água salgada.
Está ameaçada por perda de habitat.